# Lista chorążych reprezentacji Korei Północnej na igrzyskach olimpijskich
Lista chorążych reprezentacji Korei Północnej na igrzyskach olimpijskich – lista zawodników i zawodniczek reprezentacji Korei Północnej, którzy podczas ceremonii otwarcia nowożytnych igrzysk olimpijskich nieśli flagę Korei Północnej.

## Lista chorążych
| Lp. | Rok i miejsce   | Chorąży       | Dyscyplina |
| --- | --------------- | ------------- | ---------- |
| 1   | 1972, Monachium | Kim Man-dok   |            |
| 2   | 1984, Sarajewo  | Im Ri-bin     |            |
| 3   | 1988, Calgary   | Im Ri-bin     |            |
| 4   | 1996, Atlanta   | Chae Ra-u     |            |
| 5   | 1998, Nagano    | Yun Chol      |            |
| 6   | 2000, Sydney    | Pak Jung-chul |            |
| 7   | 2004, Ateny     | Kim Song-ho   |            |
| 8   | 2006, Turyn     | Han Jong-in   |            |
| 9   | 2008, Pekin     | Pang Mun-il   |            |
| 10  | 2010, Vancouver | Ri Song-chol  |            |
| 11  | 2012, Londyn    | Pak Song-chol |            |